# لورا أبريل
لورا أبريل (بالإسبانية: Laura Abril) هي دراجة كولومبية، ولدت في 28 يناير 1990.

## وصلات خارجية
- لورا أبريل على موقع أرشيف الدراجات (الإنجليزية)
- لورا أبريل على موقع أوليمبيديا (الإنجليزية)